# 대진대학교
대진대학교(大眞大學校, Daejin University)는 대한민국 경기도 포천시에 위치한 사립 대학이다.

## 연혁
1991년 11월 15일, 학교법인 대진학원(현 학교법인 대진대학교)에 의하여 단과대학인 대진대학이 설립되었다. 이듬해 3월 11일 개교하였다. 1991년 12월 31일, 개정된 대한민국 「교육법」이 시행됨에 따라 (일반)대학으로 전환되어 대학교 명칭의 사용이 가능해졌다. 이에 따라 1992년 3월 13일, 대진대학교로 교명을 변경하여 현재에 이르고 있다.

## 교육편제

### 학부
대진대학교는 대순종학대학, 인문예술대학, 글로벌산업통상대학, 공공인재대학, 과학기술대학, 휴먼IT공과대학 등 6개 대학, 9개 학부, 22개 학과, 23개 전공이 설치되어 학사 학위 과정을 교수하고 있다.

### 대학원
대진대학교 대학원은 일반 1개원, 특수 3개원으로 구성한다. 일반대학원 과정의 경우 석사 19학과, 박사 19학과의 과정을 제공하고 있다. 한편, 특수대학원으로 교육대학원, 공공정책대학원, 통일대학원 등을 설치하고 있다.

## 교육 방침상의 특징

### DUCC 프로그램
대진대학교는 2005년부터 중화인민공화국 소재 대학 중 학술 교류 협정이 체결된 학교에 학생을 파견하는 DUCC(Daejin University China Campus) 프로그램을 운영하고 있다. 약 2년간 학생을 파견하여, 일련의 과정을 수료한 학생에 한하여 대진대학교의 학사 학위 뿐만 아니라 각 중화인민공화국 대학의 학위도 수여하고 있다.

## 같이 보기
- 대진고등학교
- 대진여자고등학교